# كلايف إيفانز (مصمم أزياء)
كلايف إيفانز (بالإنجليزية: Clive Evans)‏ هو مصمم أزياء بريطاني، ولد في 1933 في لندن في المملكة المتحدة.